# فيسنتي رامون روكا
فيسنتي رامون روكا Vicente Ramón Roca Rodríguez (2 سبتمبر 1792 في كيتو - وتوفي في غواياكيل في 23 فبراير 1858 بسبب ذات الرئة.) سياسي إكوادوري، تولى منصب رئيس الإكوادور من 8 ديسمبر 1845 حتى 15 أكتوبر 1849.
كان عضوا في الحزب الليبرالي. وقادر الثورة التي أطاحت بأول رئيس للجمهورية الجديدة خوان خوسيه فلوريس، بالاشتراك مع خوسيه خواكين دي أولميدو، ومع دييغو نوبوا. وحكم في رئاسته بدستور عام 1845.